# Callyspongia vaginalis
Callyspongia vaginalis (Lamarck, 1814) è una spugna della famiglia Callyspongiidae (Demospongiae).

## Distribuzione e habitat
La specie è diffusa nell'area del mar dei Caraibi.